# Drapeau de Fort Wayne
 (mai 2025).
Si vous disposez d'ouvrages ou d'articles de référence ou si vous connaissez des sites web de qualité traitant du thème abordé ici, merci de compléter l'article en donnant les références utiles à sa vérifiabilité et en les liant à la section « Notes et références ».
Le drapeau de Fort Wayne, dans l’Indiana aux États-Unis, a été adopté comme drapeau officiel de la ville par le conseil municipal le 26 juin 1934. Le motif pallier comprend deux bandes blanches diagonales (en bas à gauche et en haut à gauche) qui convergent vers le centre circulaire pour former une bande blanche horizontale. Des silhouettes rouges d’une tête d’Amérindien de Miamis (au centre à gauche), d’une fleur de lys française (en haut à droite) et d’un lion britannique (en bas à droite) ornent un champ bleu marine. Un blockhaus rouge est situé au centre des bandes convergentes, avec la date de fondation de la colonie et le nom de la ville.
En commémoration des festivités du centenaire de l’Indiana en 1916, le Journal Gazette a parrainé un concours pour concevoir un drapeau pour la ville de Fort Wayne. Le dessin original de Guy Drew comprenait les bandes blanches en « Y » actuelles sur un fond bleu, mais aussi deux étoiles blanches. Chaque étoile était située à l’endroit où la fleur de lys et le lion se trouvent sur le dessin actuel.
Drewett a redessiné le drapeau en 1934 sous la direction du vétéran et historien, le colonel Clyde Dreisbach. Le nouveau design a éliminé les deux étoiles blanches (symbolisant le statut de Fort Wayne en tant que deuxième plus grande ville de l’État) pour des icônes spécifiques à son histoire. Cette conception actuelle a été officiellement adoptée par le conseil municipal le 26 juin 1934.
Une enquête sur la qualité de la conception des drapeaux menée par la Association nord-américaine de vexillologie a classé le drapeau de Fort Wayne au 52e rang sur 150 drapeaux de villes américaines. Il a obtenu la note de 4,62 sur 10.

## Symbolisme
- Blockhaus : Symbolise l’époque des pionniers de la colonisation
- Tête indienne Miamis : Représentant la tribu Miami (habitants natifs de la région)
- Fleur de lys française : Représente l’ancien contrôle et l’influence française sur la région
- Lion britannique : Représente l’ancien contrôle et l’influence britanniques sur la région
- Trois bandes : Symbolisant la confluence des trois rivières dans la ville : la rivière Maumee, la rivière Saint-Joseph et la rivière Sainte-Marie
- Couleurs : Rouge, blanc et bleu, identiques aux couleurs représentées sur le drapeau des États-Unis
- 1794 : Fondation de Fort Wayne

L’ajout du nom de la ville et de la date sur le drapeau dépend du fabricant du drapeau. Le nom et la date ne sont pas répertoriés dans les spécifications de conception du drapeau, mais s’ils étaient ajoutés, ils n’enfreindraient pas le code du drapeau